# Beals Coleman Wright
Beals Coleman Wright (n. 19 decembrie 1879, Boston, Massachusetts, SUA – d. 23 august 1961, Alton⁠(d), Illinois, SUA) a fost un jucător de tenis american, medaliat olimpic. A participat la o ediție a Jocurilor Olimpice (1904) în care a câștigat două medalii de aur.